# Kirchenkreis Niesky
Der Kirchenkreis Niesky (bis zum 1. März 1949 Kirchenkreis Rothenburg I) war ein Kirchenkreis im heutigen Sprengel Görlitz der Evangelischen Kirche Berlin-Brandenburg-schlesische Oberlausitz, der von 1818 bis zum 1. Januar 2007 bestand. Sitz der Superintendentur war bis 1949 die Stadt Rothenburg/Oberlausitz und seitdem die Stadt Niesky.

## Geschichte
Der Kirchenkreis wurde im Jahr 1818 unter dem Namen Kirchenkreis Rothenburg I gebildet. Er umfasste nach der Gründung Kirchengemeinden Krischa (heute Buchholz) mit der Filialkirche Tetta, Diehsa, Förstgen, Gebelzig, Groß Radisch, Horka, Jänkendorf-Ullersdorf, Kollm, Kunnersdorf, Nieder Seifersdorf, Petershain, Rengersdorf/O.L. (heute Kodersdorf), Rothenburg/O.L., See und Sänitz. Im Jahr 1892 kam die Kirchengemeinde Niesky, die aus Teilen der Kirchengemeinden Hähnichen und Nieder Seifersdorf neu gebildet wurde, hinzu. Die Kirchengemeinde Sänitz, die östlich der Lausitzer Neiße lag, schied nach der Festlegung der Oder-Neiße-Grenze nach dem Ende des Zweiten Weltkrieges aus dem Kirchenkreis aus.
Bis 1945 gehörte der Kirchenkreis zur Evangelischen Landeskirche der älteren Provinzen Preußens, nach deren Zerfall kam er an die Evangelische Kirche in Schlesien, die später in Evangelische Kirche der schlesischen Oberlausitz umbenannt wurde. Zum 1. März 1949 wurde der Kirchenkreis Rothenburg I in Kirchenkreis Niesky umbenannt und der Sitz der Superintendentur nach Niesky verlegt. 1975 wurde die Kirchengemeinde Kunnersdorf in den Kirchenkreis Görlitz umgegliedert. Am 1. Januar 1998 wurden die Kirchengemeinden Arnsdorf, Melaune, Meuselwitz und Reichenbach/O.L. aus dem aufgelösten Kirchenkreis Reichenbach/O.L. in den Kirchenkreis Niesky umgegliedert. Seit 2004 gehörte der Kirchenkreis zur Evangelischen Kirche Berlin-Brandenburg-schlesische Oberlausitz. Zum 1. Januar 2007 fusionierte der Kirchenkreis Niesky mit den Kirchenkreisen Görlitz und Weißwasser zum Kirchenkreis Niederschlesische Oberlausitz, der sich wiederum 2014 mit dem Kirchenkreis Hoyerswerda zum Kirchenkreis Schlesische Oberlausitz vereinigte.

## Liste der Kirchen
| Kirchengemeinde                                                       | Kirche                               | Eingepfarrte Orte | Bild |
| --------------------------------------------------------------------- | ------------------------------------ | --- | ---- |
| Kirchengemeinde Arnsdorf                                              | St.-Katharinen-Kirche                | Arnsdorf, Hilbersdorf, Thiemendorf                                                                                                |      |
| Kirchengemeinde Buchholz                                              | Kirche Buchholz                      | Buchholz, Maltitz |      |
| Kirchengemeinde Buchholz                                              | Kirche Tetta                         | Tetta |      |
| Kirchengemeinde Diehsa                                                | Kirche Diehsa                        | Diehsa |      |
| Kirchengemeinde Förstgen                                              | Kirche Förstgen                      | Förstgen, Dauban, Förstgen-Ost, Leipgen, Mücka                                                                                    |      |
| Kirchengemeinde Gebelzig                                              | St.-Georgs-Kirche                    | Gebelzig, Groß Saubernitz, Jerchwitz                                                                                              |      |
| Kirchengemeinde Groß Radisch                                          | Kirche Groß Radisch                  | Groß Radisch, Thräna, Weigersdorf                                                                                                 |      |
| Kirchengemeinde Horka                                                 | Wehrkirche Horka                     | Horka, Biehain, Mückenhain |      |
| Kirchengemeinde Jänkendorf-Ullersdorf                                 | St.-Laurentius-Kirche                | Jänkendorf |      |
| Kirchengemeinde Jänkendorf-Ullersdorf                                 | Georgskirche                         | Ullersdorf |      |
| Kirchengemeinde Kodersdorf (ehemals Kirchengemeinde Rengersdorf/O.L.) | Kirche Niederrengersdorf             | Kodersdorf (mit Ober- und Niederrengersdorf), Särichen, Wiesa                                                                     |      |
| Kirchengemeinde Kollm                                                 | Kirche Kollm                         | Kollm, Steinölsa |      |
| Kirchengemeinde Kunnersdorf                                           | Kirche Kunnersdorf                   | Kunnersdorf, Liebstein, Siebenhufen, Torga                                                                                        |      |
| Kirchengemeinde Melaune                                               | Kirche Melaune                       | Melaune, Döbschütz, Hartha, Prachenau                                                                                             |      |
| Kirchengemeinde Meuselwitz                                            | Zum Heiligen Kreuz                   | Meuselwitz, Krobnitz, Schöps |      |
| Kirchengemeinde Nieder Seifersdorf                                    | Wehrkirche St. Ursula und St. Gallus | Nieder Seifersdorf, Attendorf, Baarsdorf                                                                                          |      |
| Kirchengemeinde Niesky                                                | Christuskirche                       | Niesky, Ödernitz |      |
| Kirchengemeinde Petershain                                            | Kirche Petershain                    | Petershain, Horscha |      |
| Kirchengemeinde Reichenbach/O.L.                                      | Stadtkirche St. Johannes             | Reichenbach/O.L., Biesig, Borda, Dittmannsdorf, Goßwitz, Gurigk, Mengelsdorf, Oehlisch                                            |      |
| Kirchengemeinde Rothenburg                                            | Stadtkirche Rothenburg/O.L.          | Rothenburg, Bremenhain, Dunkelhäuser, Geheege, Lodenau, Neusorge, Nieder-Neundorf, Spreeaufwurf, Steinbach, Uhsmannsdorf, Ungunst |      |
| Kirchengemeinde See                                                   | St.-Trinitatis-Kirche                | See, Moholz, Sproitz |      |